# Línea Kaluzhsko-Rízhskaya (Metro de Moscú)

Trayecto de la línea Kaluzhsko-Rízhskaya del Metro de Moscú.

La línea Kaluzhsko-Rízhskaya (del ruso: Калу́жско-Ри́жская ли́ния), también conocida como la línea 6, es una línea del Metro de Moscú, que existía originalmente como dos líneas radiales separadas, Rizhskaya y Kaluzhskaya, abiertas en 1958 y 1962, respectivamente. Sólo en 1971 se unieron en una sola línea que conecta las estaciones de Oktyabrskaya y Prospekt Mira.
También fue la primera línea en Moscú en tener una transferencia entre plataformas. El radio de Rizhsky está más o menos alineado con la avenida norte de Prospekt Mira, mientras que el radio de Kaluzhskiy generalmente sigue a la calle Profsoyuznaya Ulitsa, al sudoeste. En la actualidad, la línea Kaluzhsko-Rizhskaya es la tercera más activa del sistema con una tasa de tráfico de pasajeros de 1,015 millones de personas diarias. Tiene una longitud bidireccional de 37,6 kilómetros y un tiempo de viaje de 56 minutos, por lo general es de color naranja en los mapas de metro.

## Historia
| Tramo                                      | Inauguración             | Longitud |
| ------------------------------------------ | ------------------------ | -------- |
| Prospekt Mira–VDNKh                        | 1 de mayo de 1958        | 4.5 km   |
| Oktyabrskaya–Novye Cheryomushki            | 13 de octubre de 1962    | 12.6 km  |
| Novye Cheryomushki–Kaluzhskaya (temporary) | 15 de abril de 1962      | 14.1 km  |
| Oktyabrskaya–Kitay-gorod                   | 30 de diciembre de 1970  | 3.1 km   |
| Prospekt Mira–Kitay-gorod                  | 31 de diciembre de 1971  | 3.1 km   |
| Novye Cheryomushki-Belyayevo               | 12 de agosto de 1974     | 2.2 km   |
| VDNKh-Medvedkovo                           | 30 de septiembre de 1978 | 8.1 km   |
| Shabolovskaya                              | 6 de noviembre de 1980   | N/A      |
| Belyayevo – Tyoply Stan                    | 6 de noviembre de 1987   | 2.9 km   |
| Tyoply Stan – Novoyasenevskaya             | 17 de enero de 1990      | 3.6 km   |
| Total:                                     | 24 estaciones            | 37.8 km  |

## Transbordos
| #           | Transbordo a                                                 | En                          |
| ----------- | ------------------------------------------------------------ | --------------------------- |
| 1           | Línea Sokolnicheskaya                                        | Turgenevskaya               |
| 2           | Línea Zamoskvoretskaya                                       | Tretyakovskaya              |
| 5           | Línea Koltsevaya                                             | Prospekt Mira, Oktyabrskaya |
| 7           | Línea Tagansko-Krasnopresnenskaya                            | Kitay-gorod                 |
| 8           | Línea Kalininskaya                                           | Tretyakovskaya              |
| 10          | Línea Lyublinsko-Dmitrovskaya                                | Turgenevskaya               |
| L1          | Línea Butovskaya                                             | Novoyasenevskaya            |
| Ferrocarril | Dirección Rizhskoe Dirección Kurskoye Dirección Belorusskoye | Rizhskaya                   |